# Jesienne dzwony
Jesienne dzwony (ros. Осенние колокола, Osiennnije kołokoła) – radziecka baśń filmowa z 1978 roku w reżyserii Władimira Gorikkera oparta na podstawie Bajki o śpiącej królewnie i siedmiu Junakach Aleksandra Puszkina.

## Obsada
- Irina Ałfiorowa jako caryca
- Aleksandr Kiriłłow jako car
- Ludmiła Driebniowa jako macocha
- Lubow Czirkowa jako carewna
- Władimir Wichrow jako królewicz
- Natalija Sajko jako służąca Czernawka
- Gieorgij Martirosjan
- Walerij Czerniajew
- Aleksandr Andriuszenko
- Gieorgij Millar

i inni

## Wersja polska
- Reżyser dubbingu: Ryszard Sobolewski
- Głosów użyczyli:
- Barbara Marszałek
- Jan Peszek
- Małgorzata Rogacka-Wiśniewska
- Krystyna Tolewska
- Mariusz Wojciechowski
- Barbara Dziekan

Źródło: